# Кружевница (фильм)
«Кружевница» (фр. La Dentellière) — кинофильм швейцарского режиссёра Клода Горетта, вышедший на экраны в 1977 году. Экранизация одноимённого романа французского писателя Паскаля Лене.

## Сюжет
18-летняя Беатрис, добрая и застенчивая девушка, живёт в Париже в маленькой квартирке с матерью и работает в салоне красоты. Она собирается стать парикмахером, но пока выполняет разные поручения; моет головы клиенткам, подметает пол, в жаркие дни бегает за мороженым. Она работает вместе с подругой Марилен — 30-летней незамужней женщиной, озабоченной поиском спутника жизни. Мужчина, с которым Марилен встречается, бросает её после трех лет отношений. Марилен в истерике, выбрасывает в окно его подарки, пытается выпрыгнуть сама. Беатрис наблюдает за их последним телефонным разговором, удерживает подругу от самоубийства.
После того, как Беатрис исполняется 19 лет, она и Марилен отправляются в Кабур, Нормандию, чтобы провести там отпуск.
Первые дни льёт дождь, подруги скучают, сидя в кафе или в номере, слушая, как соседи шумно занимаются любовью. На дискотеках Беатрис, сидя за столиком, наблюдает за отчаянными попытками Марилен познакомиться с мужчиной. В конце концов ей это удается, она находит себе спутника и переезжает к нему в номер.
Погода налаживается. Беатрис скучает без подруги. Однажды в кафе к ней подсаживается молодой человек Франсуа, обративший внимание на скромную девушку. Они проводят вместе всё больше времени, он показывает ей город, катает на машине. Франсуа изучает филологию в университете, эрудирован, вежлив и обходителен, неизбалованная мужским вниманием Беатрис очарована им. Он — её первая любовь. Когда он предлагает ей провести вместе ночь, она соглашается.
Вернувшись в Париж, Беатрис знакомит Франсуа со своей матерью и уезжает с ним в маленькую квартирку-комнату.
Проходит время. Франсуа начинает стесняться своей наивной, застенчивой и необразованной подруги. Он берет её с собой на встречу с сокурсниками, которые рассуждают о непонятных ей вещах, говорит, что она должна оставить работу в парикмахерской и идти учиться. Он скрывает от родителей, что живёт с простой ученицей парикмахера. Отчуждение между молодыми людьми растёт. Франсуа объявляет Беатрис, что совершил ошибку, они не могут быть счастливы друг с другом и им лучше расстаться. Беатрис безропотно собирает вещи и возвращается к матери. Друзья осуждают Франсуа за то, что он обошёлся с девушкой как с вещью.
Через некоторое время Беатрис попадает в психиатрическую больницу. Франсуа навещает её. Она с улыбкой рассказывает ему, что встретила другого мужчину, что была с ним в Греции. На самом деле Грецию она видит на плакате в одном из помещений больницы. Она не говорит Франсуа, что с ней случилось, не говорит о своих страданиях. Выйдя от неё, Франсуа плачет в машине. Беатрис сидит под плакатом с видом Греции и вяжет.

## В ролях
- Изабель Юппер — Беатрис
- Ив Бенейтон — Франсуа Белинь
- Флоранс Жоржетти — Марилен Торран
- Аннемари Дюрингер — мать Беатрис
- Рената Шрётер — Марианна
- Сабина Азема — Коринна

## Награды и номинации
- 1977 — приз экуменического жюри на Каннском кинофестивале.
- 1978 — премия BAFTA самой многообещающей дебютантке в главной роли (Изабель Юппер).
- 1978 — три номинации на премию «Сезар»: лучший фильм (Клод Горетта), лучшая актриса (Изабель Юппер), лучшая актриса второго плана (Флоранс Жоржетти).
- 1980 — премия «Давид ди Донателло» лучшей иностранной актрисе (Изабель Юппер).